# キル・シティ
| 専門評論家によるレビュー     | 専門評論家によるレビュー |
| レビュー・スコア             | レビュー・スコア         |
| 出典                         | 評価                     |
| ---------------------------- | ------------------------ |
| オールミュージック           | [ 1 ]                    |
| クリストガウ・レコードガイド | B                        |

『キル・シティ』（Kill City）は、ザ・ストゥージズの元メンバーであるイギー・ポップとジェームズ・ウィリアムソンによるスタジオ・アルバム。1974年にデモとして録音され、1977年11月にレコード会社ボンプ！から発売された。
ザ・ストゥージズ解散後に製作された作品だが、収録曲の「ジョアンナ」と「アイ・ガット・ナッシン」は、どちらも1973年から74年にかけて、『ロー・パワー』リリース以降のイギー＆ザ・ストゥージズのライヴで演奏されていた。

## プロダクション

### 背景
1974年にザ・ストゥージズは解散し、スコット・アシュトンを除くメンバー（イギー・ポップ、ジェームズ・ウィリアムソン、ロン・アシュトン、スコット・サーストン）はロサンゼルスに向かった。このうち経済的な問題で住居を借りられなかったイギーは、ウィリアムソンとサーストンのアパートを行き来しつつ、主にウィリアムソンと作曲活動を続けていた。

この頃、雑誌編集者でレイ・マンザレクのマネージャーを務めていたダニー・シュガーマンは、元々ザ・ストゥージズのファンだったこともあり、イギーがロサンゼルスに移ってこれまでのマネージャーとの契約も破棄されたことを聞くと、自ら売り込み、イギーのマネジメントを務めることになった。

マンザレクは、同年3月に『ザ・ゴールデン・スカラベ』でソロデビューを果たし、バックバンドを従えてソロツアーもしていたが、マネージャーのシュガーマンがイギーとも契約したことを聞くと、イギーをリードヴォーカルに据えた新バンドを構想し、ソロツアーの傍、同年春頃からイギー、トニー・セイルズとハント・セイルズの兄弟をメンバーとした新バンドのリハーサルとイギーをパートナーとした作曲活動を開始した。このため、しばらくイギーはストゥージズの元メンバーとは疎遠になる。

8月に入ってソロツアーを終えたマンザレクは新バンドの活動に本腰を入れた始めたが、イギーとは作曲について意見が合わず、加えてジェームズ・ウィリアムソンのバンド参加を巡っても対立し、最終的にバンド構想は形にならないまま終焉を迎えた。

マンザレクと別れたイギーは、再び元ザ・ストゥージズメンバーの下に舞い戻り、ジェームズ・ウィリアムソン、スコット・サーストンとのコラボレーションを再開したが、その前後、ダイナーで客に迷惑をかけたということで、ロサンゼルス市警察に検挙され、裁判か依存症治療施設への入院かの選択を迫られた。イギーは治療施設への入院を選択し、しばらくの間、治療に専念することになる。

入院することでイギーの行動の自由は制限されたが、この頃のイギーはマンザレクのスタジオ兼自宅に居候しているか、ロサンゼルス中を放浪してトラブルを起こすとシュガーマンが駆けつけるという状態だったため、却って落ち着いてレコーディングに参加する環境が整うことになった。

イギーが入院する前後、クリーム誌の編集者でザ・ストゥージズのファンでもあったベン・エドモンズがイギーとウィリアムソンがまだ作曲パートナーでいることを知り、自身がパトロンとなって2人のデモテープ製作を支援することを決意する。エドモンズはジミー・ウェッブに頼み、彼のスタジオをエンジニアの人件費のみで安く借りることに成功し、入院前のイギーに会ってそのことを伝えた。

一方、ウィリアムソンはイギーを通じて2曲入りのカセットをジョン・ケイルに渡し、デモテープのプロデュースとレコード会社の紹介を依頼していたが、反応が悪かったため、エドモンズの申し出を受け入れた。

### レコーディング
レコーディングはウィリアムソンとサーストンの2人が中心になって行われた。イギーは週末のみ、ヴォーカル吹き込みのためにウィリアムソンが治療施設まで送迎して参加した。最終的にスタジオレコーディングした曲に、先行してスコット・サーストンのアパートでレコーディングされていた2曲（「ラッキー・モンキーズ」「マスター・チャージ」）を加えてデモテープは完成した。
オリジナルのデモミックスは、様々なコンピレーションでリリースされている3曲（「ジョアンナ」「コンソレーション・ブライゼス」「キル・シティ」）を除いては未発表のままである。これらの曲は、ギターのパートが変わっていたり、「ジョアンナ」の場合はサックスが入っていなかったりと、リリース盤とは明らかに異なるサウンドになっている。

### レコーディング後の経緯
デモテープの仕上がりに満足したエドモンズは、様々なレコード会社に送付するとともに、後ろ盾を求めて音楽業界の有力者シーモア・ステインにテープを聞かせて高評価を引き出した。ところが、エドモンズが様々な伝手を辿って売り込みに邁進している最中、イギーのマネージャーになるべく画策していた弁護士ベネット・グロツィエがイギーとウィリアムソンに、自分の方がうまく売り込めるからデモテープを持参するようにと申し出たため、2人は誘いに乗ってスタジオからデモテープを持ち出してしまった。

こうしてデモテープを失ったエドモンズはそれ以上の売り込み活動ができなくなって手を引くことになったが、一方、グロツィエも売り込みに失敗し、更に退院後のイギーの行動制御も難しいことに気がついて手を引いてしまったため、レコード会社との契約は失敗に終わり、デモテープはお蔵入りとなった。

加えて、ウィリアムソンが提示した作曲活動に関する契約にイギーが不満を表明したため、2人のパートナーシップも終焉を迎えた。

## リリース
1977年、イギーのソロ・アルバム『イディオット』と『ラスト・フォー・ライフ』が主にイギリスで成功したことから、イギーの未発表音源が求められたため、好機と見たレコード会社ボンプ！がウィリアムソンに前金を渡してデモテープをリリース可能な状態にするように依頼した。ウィリアムソンはこれを引き受け、前金を利用してスタジオ作業を行い、サックスのオーバーダビングなど、新たなアレンジを施してマスターを完成させた。ボンプ！はこのマスターを『キル・シティ』と名付けて1977年11月にリリースした。
アメリカ国内ではボンプ！自身が配給したが、国外ではワーナー・ミュージック・グループ傘下のレイダー・レコードが配給を担当した。
本作のリリース直後にマスターテープが紛失し、その後にリリースされたCDはすべてオリジナルの粗悪なグリーン・ビニール・プレスからマスタリングされることになった。これが、このアルバムの音がやや濁っていることの一因となっていたが、2010年、ウィリアムソンとエンジニアのエド・チェルニーが、再発見されたオリジナルのマルチトラックからリミックスを行い、2010年10月19日にボンプ！の提携先アライヴ・レコードから再リリースされた。

## 評価
本作は一般的に批評家から高い評価を受けている。

ニュー・ミュージカル・エクスプレスでは音楽評論家のニック・ケントがこのアルバムを「素晴らしいアルバム」と評している。

イギーの伝記作家、ポール・トリンカは、この作品について、イギーの伝記の中で次のように評価した。
オールミュージックではマーク・デミングがこのアルバムを「マイナーな成功」と評し、次のように書いている。
BBCミュージックのマーティン・アストンはこのアルバムを「イギーの最も過小評価されているアルバム」「彼が現実の生活に戻るのに役立ったアルバム」と称賛している。

イギリスの音楽雑誌「ザ・ワイア」は、本作を「誰も聞いていない間に世界に火をつけた100のレコード」の76位に選んでいる。

## メディアでの扱い
1990年5月22日に放送されたTVシリーズ「ハリウッド・ナイトメア」のエピソード「フォー・クライン・アウト・ラウド」で、イギー自身が本作のタイトル曲「キル・シティ」を演奏して登場した。。

## 収録曲
ジェームズ・ウィリアムソンとスコット・サーストンが作曲した「マスター・チャージ」を除き、全てイギー・ポップ作詞、ジェームス・ウィリアムソン作曲。
A面
1. キル・シティ - 2:20
2. セル・ユア・ラヴ - 3:36
3. ビヨンド・ザ・ロウ - 3:00
4. アイ・ガット・ナッシン - 3:23
5. ジョアンナ - 3:03
6. ナイト・テーマ - 1:20

B面
1. ナイト・テーマ (リプライズ) - 1:04
2. コンソレーション・プライゼス - 3:17
3. ノー・センス・オブ・クライム - 3:42
4. ラッキー・モンキーズ - 3:42
5. マスター・チャージ - 4:33

## 参加メンバー
以下のメンバーのうち、中心メンバー（イギー、ジェームズ・ウィリアムソン、スコット・サーストン）以外でスタジオレコーディングに参加したのはブライアン・グラスコックとスティーヴ・トラニオ。彼らはサーストンの誘いを受けて無償で参加した。スタジオ以外では、セイルズ兄弟がウィリアムソンの誘いを受けて、サーストンのアパートで行われた先行レコーディングに、こちらも無償で参加している。サキソフォンのジョン・ハーディンは1977年にウィリアムソンがオリジナルのデモテープに手を加えた際、新たに参加したミュージシャンであり、最初のレコーディングには参加していない。
- イギー・ポップ – ヴォーカル
- ジェームズ・ウィリアムソン – ギター
- スコット・サーストン（英語版） – キーボード、ベース (「キル・シティ」、「ビヨンド・ザ・ロウ」、「ジョアンナ」、「ナイト・テーマ」)、バッキング・ヴォーカル、スペシャルエフェクト、ハーモニカ
- ブライアン・グラスコック（英語版） – ドラムス、コンガ、アフリカ楽器、バッキング・ヴォーカル、ギロ
- スティーヴ・トラニオ[21] - ベース、バッキング・ヴォーカル (「セル・ユア・ラヴ」、「アイ・ガット・ナッシン」、「ノー・センス・オブ・クライム」)
- トニー・セイルズ（英語版） – ベース、バッキング・ヴォーカル (「ラッキ・モンキーズ」、「マスター・チャージ」)
- ハント・セイルズ（英語版） – ドラムス、バッキング・ヴォーカル (「ラッキ・モンキーズ」、「マスター・チャージ」)
- ジョン・ハーディン[22] - サキソフォン
- ゲイナ[注 21] - バッキング・ヴォーカル (「ナイト・テーマ」)

### 製作スタッフ[24]
- ジェームズ・ウィリアムソン - プロデューサー
- レコーディング・エンジニア - ゲイリー・ウェッブ、ピーター・ヘイデン
- リマスタリング・エンジニア - エド・チェルニー
- カヴァーアート - デヴィッド・アレン